# Earth Angel
«Earth Angel (Will You Be Mine?)» (с англ. — «Земной ангел (Будешь ли ты моей?)») — песня в жанре ритм-н-блюз американской группы The Penguins, выпущенная в 1954 году компанией the Dootone label (Dootone 348). Песня вошла в «Список 500 величайших песен всех времён» журнала Rolling Stone.

## Авторство
До сих пор ведутся споры о том, кто же является истинным автором этой песни. Первоначально, автором был заявлен певец-баритон Кёртис Уильямс (англ. Curtis Williams) из группы The Penguins, но авторство было оспорено в 1956 году Джесси Бэлвином (англ. Jesse Belvin) и Гэйнэлом Ходжем (англ. Gaynel Hodge), к тому времени являвшимися членами другой лос-анджелесской группы под названием The Turks. Бэлвин и Ходж были признаны соавторами песни.

## Песня в кино и на телевидении
- Хотя эта песня звучала во многих фильмах, но именно для трилогии «Назад в будущее» она стала особенной — главной романтической музыкальной темой двух героев — Лоррейн Бейнс и Джорджа МакФлая. Песню исполнили Марвин Бэрри и группа the Starlighters на танцевальном вечере «Морское упоение».
- В финальной серии одного из сезонов мультшоу «Гриффины», «Знакомство с Куэгмайерами» (англ. Meet the Quagmires), пародируется романтическая сцена на танцах из фильма «Назад в будущее», но после песни «Earth Angel» вместо «Johnny B. Goode» была использована другая песня под названием «Никогда тебя не брошу» (англ. Never Gonna Give you Up). «Earth Angel» была исполнена Люком Адамсом.

- В мюзикле «Парни из Джерси» (англ. Jersey Boys), песню исполняет актёр Томми Дэ Вито (англ. Tommy DeVito).
- В фильме «Супермен 3» песня звучала на вечере выпускников Кларка Кента и Ланы Лэнг.
- В одном из эпизодов сериала «Тайны Смолвилля» песня звучала во время любовной сцены. Действие эпизода происходило в 1961 году, когда, предположительно, настоящий отец Кларка Кента, Джор-Эл, убил бабушку Ланы Лэнг.
- В мини-сериале 1998 года под названием «Искушения» (англ. The Temptations), актёры, игравшие роли певцов из группы The Distants, исполнили песню акапельно.

## Кавер-версии
- The Crew Cuts (1955). Запись достигла #3 места в чарте Disk Jockey Chart, #8 в Best Seller и #8 в Juke Box Chart.
- Версия Глории Мэнн (англ. Gloria Mann) заняла #18 место.
- Запись 1960 года в исполнении Джонни Тилотсона (англ. Johnny Tillotson) — #57.
- Версия The Vogues в 1969 году заняла #42 место.
- Песня в исполнении группы New Edition в 1986 году заняла #21 место.
- Готическая группа Bella Morte записала песню для своего альбома Bleed The Grey Sky Black, выпущенного 10 октября 2006 года компанией Metropolis Records вместе с видеоклипом, в котором танцевали зомби.
- Death Cab for Cutie записала песню для альбома Stubbs the Zombie: The Soundtrack.
- Певец Крошка Тим (англ. Tiny Tim) записал свою версию песни.
- Том Дэлонг (англ. Tom Delonge) из группы Blink 182 сделал запись во время тура The 2002 Pop Disaster Tour.
- Группа Slapstick записала песню для своего одноимённого альбома.
- Группа Ghoti Hook выпустила кавер-версию в альбоме Songs We Didn’t Write.
- Бруклинская группа Hardly Seen также записала свою версию песни.